# ایشتوان ارکنی
ایشتوان اِرکنی (به مجاری: Örkény István) (زاده ۵ آوریل ۱۹۱۲ در بوداپست – درگذشته ۲۴ ژوئن ۱۹۷۹ در بوداپست) رمان‌نویس و نمایش‌نامه‌نویس مجار بود. نمایشنامه‌ها و رمان‌های او اغلب در ژانر گروتسک و طنز سیاه نوشته می‌شدند. او در سال ۱۹۷۳ برنده جایزه کشوت شد.

## زندگی
اِرکنی در خانواده‌ای یهودی و مرفه در بوداپست به دنیا آمد. تحصیلات خود را در دبیرستانی وابسته به کلیسای کاتولیک به پایان برد، وارد دانشگاه شد و در دو رشتهٔ داروسازی و شیمی تحصیل کرد. به‌دلیل رفاه خانوادگی موفق به رفتن سفرهای متعددی به کشورهای اروپایی شد. او به زبانهای آلمانی، فرانسوی و انگلیسی صحبت می‌کرد و یکی از بهترین زبان‌دانان هم‌نسل خود بود. در زمان اسارت در جنگ جهانی دوم در سال ۱۹۴۲ در شوروی نیز زبان روسی آموخت. آشنایی او به زبانهای خارجی و تخصصش در داروسازی و شیمی به او امکان می‌داد که در بازه‌هایی به عنوان مترجم ادبی و کارشناس داروسازی فعالیت کند. با پایان جنگ جهانی دوم، او از اردوگاه کار اجباری در نزدیکی مسکو رهایی یافت و سرانجام در سال ۱۹۴۶ به زادگاهش بوداپست بازگشت.

## آثار
ارکنی در ۲۵ سالگی اولین مجموعه داستان خود را با نام تلاطم منتشر کرد. این مجموعه به ساکنان یک درمانگاه روانی می‌پردازد که سر به شورش گذاشته‌اند. تصویر آبسوردی که او خلق کرد درآمدی است بر شکوفاترین دوران زندگی هنری او و همچنین باعث شهرتش. او در آخرین سال اسارت جنگی قوم اسارتگاه را نوشت و این دستنوشته‌ها را در دسامبر ۱۹۴۶ با خود به وطن بازگرداند. پس از آن نمایش‌نامه‌ای به نام وُرُنْیِژ (مجاری: Voronyezs) مرتبط با رویدادهای جنگی نوشت. این اثر در مقایسه با نوشته‌های سطحی و بازارپسندِ پس از جنگی اثر هنرمندانه و معتبری بود و مورد توجه قرار گرفت. پس از نوشته‌ای به نام جوهر بنفش در سال ۱۹۵۲مورد غضب استالینیست‌ها قرار گرفت و به اجبار به کار در زمینهٔ داروسازی و ترجمه مشغول شد. ارکنی در دههٔ شصت به زندگی ادبی بازگشت، مورد تکریم قرار گرفت و آثارش از نو به چاپ رسیدند. از آثار برجستهٔ او می‌توان اشاره کرد به:
- خانوادهٔ تُت
- گربه‌بازی
- نمایشگاه گل سرخ
- پیشتی[۳] در دریای خون
- قصه‌های یک دقیقه‌ای

## فهرست آثار منتشر شده به فارسی
- قصه‌های یک دقیقه ای[۲]
- خانوادهٔ تُت[۴]

## نگارخانه

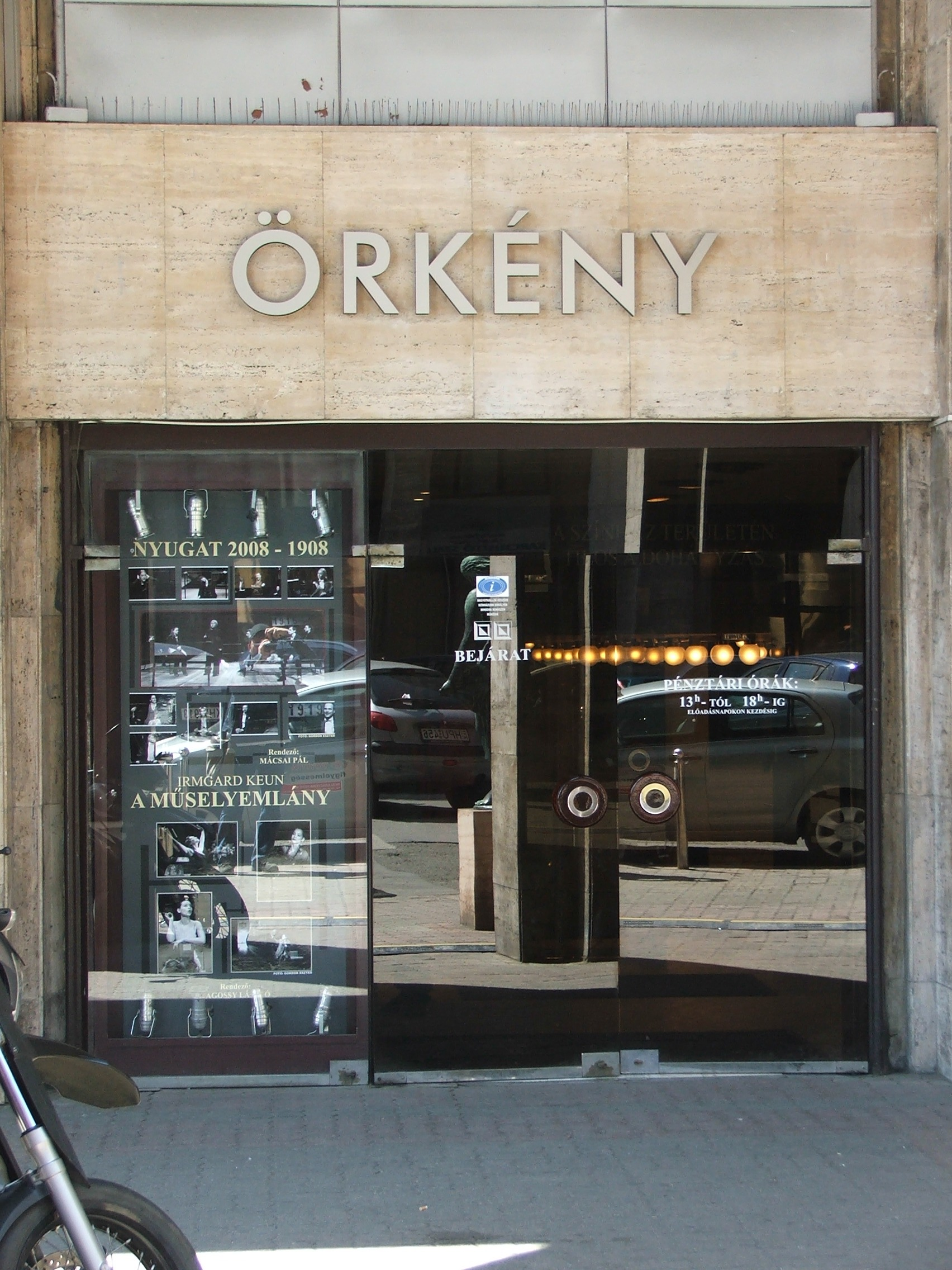
تئاتر ارکنی در بوداپست
یادبود ارکنی - رمته‌سولوش
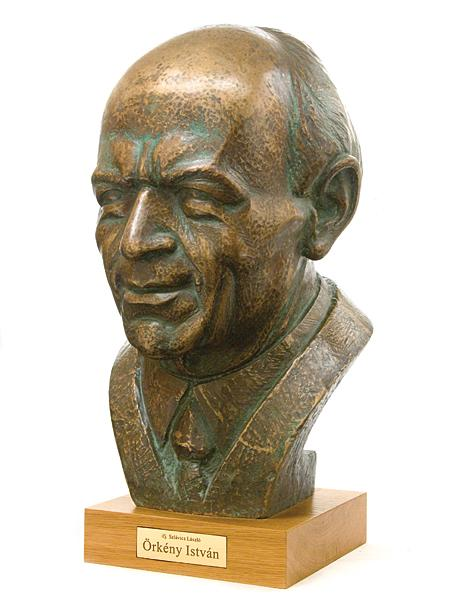
مجسمه برنزی ایشتوان ارکنی ۱۹۷۸، مجسمه ساز: لاسلو سْلاویچِ پسر